# 灿芯半导体
灿芯半导体是中華人民共和國一家無廠半導體公司，成立于2008年，該公司主要負責設計特殊應用積體電路。 

## 历史
2008年7月，灿芯半导体在上海张江高科技园区成立。  2010年4月，灿芯半导体宣布推出65纳米无线网络芯片。  2021年3月，灿芯半导体打算首次公开募股。該公司的第一大股东为中芯国际。